# Spartak région de Moscou
Maillots
Le Spartak Région de Moscou (russe : Женский Баскетбольный клуб «Спартак» Московская область / Ženskiy Basketbolnyj klub Spartak Moskovskaya oblast, Club de basket-ball féminin «Spartak» de l’oblast de Moscou), appelé Sparta&K («Спарта и К», «Спарта&К», ou «Спарта энд К») depuis 2010, est un club féminin russe de basket-ball participant à la Superligue de Russie. Il est basé à Vidnoïe, dans l’oblast de Moscou.

## Historique
En 2015-2016, le Spartak annonce un effectif avec Emma Meesseman pour seule étrangère et une équipe de jeunes joueuses russes menée par l'internationale Maria Vadeïeva et d'autres espoirs comme Daria Namok, Galina Kiseleva, Yuliya Gladkova, Olga Novikova, Adelina Abayburova, Daria Kolosovskaya, Raisa Musina et Kamila Ogun.

### Nom
- 1949-2009 : ŽBK Spartak Moscou
- 2009-2010 : ŽBK Région de Moscou
- depuis 2010 : ŽBK Sparta&K Région de Moscou

En 2010, le club change son nom en « Sparta&K » en hommage au propriétaire du club Chabtai Kalmanovitch, tué en novembre 2009.

### Logo

Jusqu’en 2010

## Palmarès
International
- Euroligue 2007, 2008, 2009, 2010
- Eurocoupe : 2006
- Supercoupe d'Europe : 2009 et 2010

National
- Champion d'URSS : 1978
- Champion de Russie : 2007, 2008

## Effectif 2013-2014
| Numéro | Nom                | Née le           | Taille | Nationalité | Poste         |
| 4      | Galina Kiseleva    | 17 novembre 1993 | 1,82 m | Russie      | Ailière       |
| 5      | Sonja Petrović     | 18 février 1989  | 1,89 m | Serbie      | Ailière       |
| 6      | Kseniia Levchenko  | 29 mars 1996     | 1,75 m | Russie      | Meneuse       |
| 7      | Evgeniya Belyakova | 27 juin 1986     | 1,82 m | Russie      | Arrière       |
| 8      | Tatiana Grigoryeva | 24 mai 1990      | 1,79 m | Russie      | Meneuse       |
| 9      | Nika Baric         | 2 septembre 1992 | 1,69 m | Slovénie    | Arrière       |
| 12     | Ksenia Tikhonenko  | 11 janvier 1993  | 1,93 m | Russie      | Ailière forte |
| 14     | Marina Riavkina    | 19 juin 1993     | 1,68 m | Russie      | Meneuse       |
| 15     | Natalia Vieru      | 25 juillet 1989  | 1,96 m | Russie      | Intérieure    |
| 32     | Julia Gladkova     | 17 janvier 1994  | 1,83 m | Russie      | Arrière       |
| 41     | Tijana Ajdukovic   | 3 juin 1991      | 1,96 m | Russie      | Pivot         |
| 45     | Darya Namok        | 14 février 1993  | 1,79 m | Russie      | Arrière       |
|        | Ekaterina Ruzanova | 16 août 1982     | 1,78 m | Russie      | Arrière       |
|        | Daria Kolosovskaia | 19 avril 1996    | 1,81 m | Russie      | Ailière       |

Entraîneur :  Alexander Vasin
Assistant : Andrey Ruzanov, Vladan Cubric

## Effectif 2012-2013
| Numéro | Nom                | Née le           | Taille | Nationalité       | Poste         |
| 4      | Candice Dupree     | 16 août 1984     | 1,88 m | États-Unis        | Ailière forte |
| 6      | Sonja Petrović     | 18 février 1989  | 1,89 m | Serbie            | Ailière       |
| 7      | Isabelle Yacoubou  | 21 avril 1986    | 1,90 m | France            | Pivot         |
| 8      | Evgeniya Belyakova | 27 juin 1986     | 1,82 m | Russie            | Arrière       |
| 9      | Nika Baric         | 2 septembre 1992 | 1,69 m | Slovénie          | Arrière       |
| 10     | Elisa Aguilar      | 15 octobre 1976  | 1,72 m | Espagne           | Arrière       |
| 11     | Marina Kuzina      | 19 juillet 1985  | 1,95 m | Russie            | Intérieure    |
| 12     | Elena Kharchenko   | 23 mai 1983      | 1,92 m | Russie            | Intérieure    |
| 15     | Natalia Vieru      | 25 juillet 1989  | 1,96 m | Russie            | Intérieure    |
| 22     | Ekaterina Ruzanova | 16 août 1982     | 1,78 m | Russie            | Arrière       |
| 25     | Becky Hammon       | 11 mars 1977     | 1,68 m | États-Unis Russie | Arrière       |
| 33     | Seimone Augustus   | 30 avril 1984    | 1,83 m | États-Unis        | Arrière       |
| 45     | Darya Namok        | 14 février 1993  | 1,79 m | Russie            | Arrière       |

Entraîneur :  Pokey Chatman
Assistant : Christie Sides, Andrey Ruzanov

## Effectif 2011-2012
| Numéro | Nom                  | Née le           | Taille | Nationalité       | Poste         |
| 4      | Candice Dupree       | 16 août 1984     | 1,88 m | États-Unis        | Ailière forte |
| 6      | Sonja Petrović       | 18 février 1989  | 1,89 m | Serbie            | Ailière       |
| 7      | Evgenia Belyakova    | 27 juin 1986     | 1,82 m | Russie            | Arrière       |
| 8      | Nika Baric           | 2 septembre 1992 | 1,69 m | Slovénie          | Arrière       |
| 9      | Jelena Milovanovic   | 28 avril 1989    | 1,90 m | Serbie            | Intérieure    |
| 10     | Tatiana Korovushkina | 31 juillet 1988  | 1,77 m | Serbie            | Arrière       |
| 11     | Marina Kuzina        | 19 juillet 1985  | 1,95 m | Russie            | Intérieure    |
| 12     | Irina Osipova        | 25 juin 1981     | 1,96 m | Russie            | Intérieure    |
| 14     | Ksenia Tikhonenko    | 11 janvier 1993  | 1,90 m | Russie            | Intérieure    |
| 25     | Becky Hammon         | 11 mars 1977     | 1,68 m | États-Unis Russie | Arrière       |
| 33     | Seimone Augustus     | 30 avril 1984    | 1,83 m | États-Unis        | Arrière       |
|        | Jelena Škerović      | 23 décembre 1980 | 1,77 m | Monténégro        | Arrière       |
|        | Galina Kiseleva      | 17 novembre 1993 | 1,82 m | Russie            | Ailière       |

Entraîneur :  Pokey Chatman
Assistant :

## Effectif 2010-2011
| Numéro | Nom                    | Née le            | Taille | Nationalité         | Poste      |
| 4      | Epiphanny Prince       | 11 janvier 1988   | 1,75 m | États-Unis          | Arrière    |
| 6      | Sonja Petrović         | 18 février 1989   | 1,89 m | Serbie              | Ailière    |
| 7      | Natalia Vieru          | 25 juillet 1989   | 1,96 m | Russie              | Intérieure |
| 7      | Ilona Korstine         | 30 mai 1980       | 1,83 m | Russie France       | Arrière    |
| 9      | Jelena Milovanovic     | 28 avril 1989     | 1,90 m | Serbie              | Intérieure |
| 11     | Ekaterina Ruzanova     | 16 août 1982      | 1,78 m | Russie              | Arrière    |
| 12     | Irina Osipova          | 25 juin 1981      | 1,96 m | Russie              | Intérieure |
| 15     | Lauren Jackson         | 11 mai 1981       | 1,95 m | Australie           | Intérieure |
| 23     | Anete Jēkabsone-Zogota | 12 août 1983      | 1,76 m | Lettonie            | Ailière    |
| 33     | Irina Sokolovskaya     | 13 septembre 1984 | 1,87 m | Russie              | Ailière    |
| 45     | Noelle Quinn           | 3 janvier 1985    | 1,83 m | Bulgarie États-Unis | Ailière    |
|        | Nadezda Grishaeva      | 2 juillet 1989    | 1,95 m | Russie              | Intérieure |
|        | Marina Karpunina       | 21 mars 1984      | 1,78 m | Russie              | Arrière    |
|        | Galina Kiseleva        | 17 novembre 1993  | 1,82 m | Russie              | Ailière    |
|        | Yana Panevina          | 27 février 1991   | 1,68 m | Russie              | Arrière    |
|        | Ksenia Tikhonenko      | 11 janvier 1993   | 1,90 m | Russie              | Intérieure |

Entraîneur :  Pokey Chatman
Assistant :

## Joueuses célèbres ou marquantes
- Svetlana Abrosimova
- Agnieszka Bibrzycka
- Sue Bird
- Lauren Jackson
- Maria Kalmykova
- Marina Karpunina
- Anastasía Kostáki
- Taj McWilliams-Franklin
- Irina Osipova
- Patricia Nunes Penicheiro
- Diana Taurasi
- Tina Thompson
- Tamika Whitmore
- Isabelle Yacoubou
- Francesca Zara